# Ротен, Тони
Тони Ротен (англ. Tony Wroten; род. 13 апреля 1993, Рентон, Вашингтон) — американский бывший профессиональный баскетболист.

## Студенческая карьера
В сезоне новичков, выступая за команду «Вашингтон Хаскис», Тони Ротен набирал в среднем 20,8 очков, делал 8,7 подбора и отдавал 3,8 передачи за игру. Его назвали новичком года конференции Pac-12 и включили в первую сборную All-Pac-12. Вашингтон вышел в полуфинал National Invitational Tournament, но команда Ротена проиграла Университету Миннесоты. 3 апреля 2012 года он решил выставить себя на драфт НБА. Его партнёр по Вашингтону Терренс Росс также выставил себя на драфт.

## Профессиональная карьера
Ротен был выбран под общим 25-м номером на драфте НБА 2012 года клубом «Мемфис Гриззлис». В течение сезона Тони несколько раз отправлялся в фарм-клуба Мемфиса «Рино Бигхорнс».
«Мемфис» обменял Ротена в «Севенти Сиксерс» 22 августа 2013 года на выбор во втором раунде драфта. 13 ноября 2013 Ротен стал первом в истории игроком сделавшим трипл-дабл в первом матче в стартовом составе.
7 ноября 2014 года Ротен набрал рекордные для себя 31 очко в проигранном матче против «Чикаго Буллз». 23 января 2015 года он выбыл до конца сезона, получив разрыв крестообразных связок колена.
11 ноября 2015 года Ротен был отправлен в клуб Д-Лиги «Делавэр Эйти Севенерс» для того, чтобы он там восстанавливался после травмы. 4 декабря был отозван обратно, не проведя ни одного матча за «Делавэр». За «Филадельфию» Ротен провёл 8 игр в сезоне 2015/2016, а затем был отчислен 24 декабря из состава клуба.
16 марта 2016 года Ротен подписал контракт с «Нью-Йорк Никс». На следующий день, он повредил колено, эта травма не позволила ему сыграть за новый клуб в сезоне 2015/2016. 22 июня 2016 года он был отчислен из состава команды, так и не успев сыграть ни одной игры за клуб.
27 июня 2016 года он был подписан «Мемфис Гриззлис», а 12 июля команда отчислила его. Однако уже 8 августа «Гриззлис» вновь подписали с ним контракт.
Однако уже 7 октября «Мемфис Гриззлис» снова расторгли соглашение с Ротеном.
29 декабря 2018 подписал контракт с «Калевом», набирая в Единой лиге ВТБ по 15 очков и 5 передач в среднем за матч.
11 августа 2019 перешёл во польский «Анвил».
30 января 2020 стал игроком «Ховентута», но покинул команду спустя всего 4 игры за клуб, в которых набирал в среднем 11,2 очка, 2,7 подбора и 4,0 передачи.

## Проблемы с законом
Ротен и ещё 17 бывших игроков НБА (Терренс Уильямс — организатор схемы, Тони Аллен, Антуан Райт, Алан Андерсон, Шэннон Браун, Глен Дэвис, Крис Дуглас-Робертс, Мелвин Эли, Дариус Майлз, Джамарио Мун, Милт Паласио, Рубен Паттерсон, Эдди Робинсон, Грег Смит, Себастьян Телфэйр, Си Джей Уотсон и Уилл Байнам) были обвинены в преступной схеме, которая сводилась к тому, что бывшие баскетболисты получали компенсацию от программы медицинского страхования игроков НБА за медицинские процедуры, которые им на самом деле не проводили.

## Статистика

### Статистика в НБА
| Сезон                                                                                    | Команда     | Регулярный сезон | Регулярный сезон | Регулярный сезон | Регулярный сезон | Регулярный сезон | Регулярный сезон | Регулярный сезон | Регулярный сезон | Регулярный сезон | Регулярный сезон | Регулярный сезон | Серия плей-офф | Серия плей-офф | Серия плей-офф | Серия плей-офф | Серия плей-офф | Серия плей-офф | Серия плей-офф | Серия плей-офф | Серия плей-офф | Серия плей-офф | Серия плей-офф |
| Сезон                                                                                    | Команда     | GP               | GS               | MPG              | FG%              | 3P%              | FT%              | RPG              | APG              | SPG              | BPG              | PPG              | GP             | GS             | MPG            | FG%            | 3P%            | FT%            | RPG            | APG            | SPG            | BPG            | PPG            |
| ---------------------------------------------------------------------------------------- | ----------- | ---------------- | ---------------- | ---------------- | ---------------- | ---------------- | ---------------- | ---------------- | ---------------- | ---------------- | ---------------- | ---------------- | -------------- | -------------- | -------------- | -------------- | -------------- | -------------- | -------------- | -------------- | -------------- | -------------- | -------------- |
| 2012/13                                                                                  | Мемфис      | 35               | 0                | 7,8              | 38,4             | 25,0             | 72,4             | 0,8              | 1,2              | 0,2              | 0,1              | 2,6              | 6              | 0              | 2,9            | 18,2           | 0,0            | 100,0          | 0,7            | 0,3            | 0,2            | 0,0            | 1,3            |
| 2013/14                                                                                  | Филадельфия | 72               | 16               | 24,5             | 42,7             | 21,3             | 64,1             | 3,2              | 3,0              | 1,1              | 0,2              | 13,0             | Не участвовал  | Не участвовал  | Не участвовал  | Не участвовал  | Не участвовал  | Не участвовал  | Не участвовал  | Не участвовал  | Не участвовал  | Не участвовал  | Не участвовал  |
| 2014/15                                                                                  | Филадельфия | 30               | 15               | 29,8             | 40,3             | 26,1             | 66,7             | 2,9              | 5,2              | 1,6              | 0,3              | 16,9             | Не участвовал  | Не участвовал  | Не участвовал  | Не участвовал  | Не участвовал  | Не участвовал  | Не участвовал  | Не участвовал  | Не участвовал  | Не участвовал  | Не участвовал  |
| 2015/16                                                                                  | Филадельфия | 8                | 3                | 18,0             | 33,8             | 17,6             | 54,1             | 2,6              | 2,5              | 0,4              | 0,0              | 8,4              | Не участвовал  | Не участвовал  | Не участвовал  | Не участвовал  | Не участвовал  | Не участвовал  | Не участвовал  | Не участвовал  | Не участвовал  | Не участвовал  | Не участвовал  |
|                                                                                          | Всего       | 145              | 34               | 21,2             | 41,3             | 23,1             | 64,7             | 2,5              | 3,0              | 0,9              | 0,2              | 11,1             | 6              | 0              | 2,9            | 18,2           | 0,0            | 100,0          | 0,7            | 0,3            | 0,2            | 0,0            | 1,3            |
| Наведите курсор мыши на аббревиатуры в заголовке таблицы, чтобы прочесть их расшифровку. |             |                  |                  |                  |                  |                  |                  |                  |                  |                  |                  |                  |                |                |                |                |                |                |                |                |                |                |                |

### Статистика в Джи-Лиге
| Сезон                                                                                    | Команда                   | Регулярный сезон | Регулярный сезон | Регулярный сезон | Регулярный сезон | Регулярный сезон | Регулярный сезон | Регулярный сезон | Регулярный сезон | Регулярный сезон | Регулярный сезон | Регулярный сезон | Серия плей-офф | Серия плей-офф | Серия плей-офф | Серия плей-офф | Серия плей-офф | Серия плей-офф | Серия плей-офф | Серия плей-офф | Серия плей-офф | Серия плей-офф | Серия плей-офф |
| Сезон                                                                                    | Команда                   | GP               | GS               | MPG              | FG%              | 3P%              | FT%              | RPG              | APG              | SPG              | BPG              | PPG              | GP             | GS             | MPG            | FG%            | 3P%            | FT%            | RPG            | APG            | SPG            | BPG            | PPG            |
| ---------------------------------------------------------------------------------------- | ------------------------- | ---------------- | ---------------- | ---------------- | ---------------- | ---------------- | ---------------- | ---------------- | ---------------- | ---------------- | ---------------- | ---------------- | -------------- | -------------- | -------------- | -------------- | -------------- | -------------- | -------------- | -------------- | -------------- | -------------- | -------------- |
| 2012/13                                                                                  | Рино Бигхорнс             | 11               | 3                | 26,5             | 41,5             | 32,6             | 54,8             | 2,6              | 3,6              | 1,4              | 0,2              | 17,0             | Не участвовал  | Не участвовал  | Не участвовал  | Не участвовал  | Не участвовал  | Не участвовал  | Не участвовал  | Не участвовал  | Не участвовал  | Не участвовал  | Не участвовал  |
| 2016/17                                                                                  | Техас Лэджендс            | 16               | 2                | 23,7             | 41,9             | 28,8             | 52,8             | 2,3              | 2,3              | 0,8              | 0,2              | 12,6             | Не участвовал  | Не участвовал  | Не участвовал  | Не участвовал  | Не участвовал  | Не участвовал  | Не участвовал  | Не участвовал  | Не участвовал  | Не участвовал  | Не участвовал  |
| 2017/18                                                                                  | Рио-Гранде Вэллей Вайперс | 35               | 11               | 21,3             | 45,5             | 27,7             | 53,7             | 2,0              | 3,8              | 0,9              | 0,2              | 10,8             | Не участвовал  | Не участвовал  | Не участвовал  | Не участвовал  | Не участвовал  | Не участвовал  | Не участвовал  | Не участвовал  | Не участвовал  | Не участвовал  | Не участвовал  |
|                                                                                          | Всего                     | 62               | 16               | 22,8             | 43,6             | 29,2             | 53,7             | 2,2              | 3,4              | 1,0              | 0,2              | 12,4             | Не участвовал  | Не участвовал  | Не участвовал  | Не участвовал  | Не участвовал  | Не участвовал  | Не участвовал  | Не участвовал  | Не участвовал  | Не участвовал  | Не участвовал  |
| Наведите курсор мыши на аббревиатуры в заголовке таблицы, чтобы прочесть их расшифровку. |                           |                  |                  |                  |                  |                  |                  |                  |                  |                  |                  |                  |                |                |                |                |                |                |                |                |                |                |                |

### Статистика в NCAA
| Сезон | Команда   | Conf   | Class | GP | GS | MPG  | FG%  | 3P%  | FT%  | RPG | APG | SPG | BPG | PPG  |
| --- | --------- | ------ | ----- | -- | -- | ---- | ---- | ---- | ---- | --- | --- | --- | --- | ---- |
| 2011/12 | Вашингтон | Pac-12 | FR    | 35 | 27 | 30,3 | 44,3 | 16,1 | 58,3 | 5,0 | 3,7 | 1,9 | 0,4 | 16,0 |
| Всего | Всего     | Всего  | Всего | 35 | 27 | 30,3 | 44,3 | 16,1 | 58,3 | 5,0 | 3,7 | 1,9 | 0,4 | 16,0 |
| Наведите курсор мыши на аббревиатуры в заголовке таблицы, чтобы прочесть их расшифровку Статистика приведена с сайта sports-reference.com |           |        |       |    |    |      |      |      |      |     |     |     |     |      |

### Статистика в других лигах
| Сезон | Команда                | Лига                     | GP | GS | MPG  | FG%  | 3P%  | FT%  | RPG | APG | SPG | BPG | PFL | TOV | PPG  |
| --- | ---------------------- | ------------------------ | -- | -- | ---- | ---- | ---- | ---- | --- | --- | --- | --- | --- | --- | ---- |
| 2016/17 | Буканерос де ла Гуайра | Чемпионат Венесуэлы      | 4  | 3  | 14,0 | 45,8 | 41,2 | 33,3 | 1,8 | 1,0 | 0,0 | 0,0 | 0,8 | 2,8 | 7,8  |
| 2018/19 | Все клубы              | Все лиги                 | 33 | 13 | 20,2 | 45,5 | 27,6 | 57,5 | 2,9 | 6,5 | 1,3 | 0,2 | 1,9 | 2,9 | 10,5 |
| 2018/19 | Калев                  | Латвийско-эстонская лига | 18 | 11 | 20,6 | 39,5 | 19,0 | 46,9 | 3,1 | 7,6 | 1,3 | 0,2 | 2,3 | 3,1 | 6,7  |
| 2018/19 | Калев                  | Единая лига ВТБ          | 15 | 2  | 19,6 | 49,7 | 33,9 | 63,6 | 2,7 | 5,1 | 1,3 | 0,2 | 1,5 | 2,6 | 15,1 |
| 2019/20 | Все клубы              | Все лиги                 | 33 | 14 | 23,6 | 50,4 | 29,5 | 62,8 | 3,5 | 5,1 | 1,5 | 0,4 | 1,9 | 3,0 | 14,6 |
| 2019/20 | Анвил                  | Чемпионат Польши         | 16 | 7  | 21,6 | 53,7 | 39,3 | 69,9 | 3,3 | 6,1 | 1,6 | 0,6 | 1,9 | 2,9 | 12,1 |
| 2019/20 | Анвил                  | Лига чемпионов ФИБА      | 13 | 6  | 27,2 | 50,5 | 28,0 | 55,2 | 3,9 | 4,0 | 1,5 | 0,2 | 2,1 | 3,2 | 18,6 |
| 2019/20 | Ховентут               | Чемпионат Испании        | 4  | 1  | 20,2 | 40,5 | 10,0 | 58,8 | 2,8 | 4,5 | 0,5 | 0,0 | 1,3 | 2,3 | 11,3 |
| 2020/21 | Элан Беарне            | Чемпионат Франции        | 4  | 1  | 8,8  | 12,5 | 0,0  | 0,0  | 0,8 | 2,8 | 1,0 | 0,0 | 1,3 | 3,8 | 0,5  |
| 2021/22 | Ираклис                | Чемпионат Греции         | 3  | 2  | 27,1 | 42,4 | 9,1  | 42,9 | 4,7 | 3,7 | 1,3 | 0,7 | 2,7 | 3,3 | 11,7 |
| Всего | Всего                  | Всего                    | 77 | 33 | 21,0 | 47,4 | 28,4 | 58,8 | 3,0 | 5,3 | 1,3 | 0,3 | 1,8 | 3,0 | 11,6 |
| Наведите курсор мыши на аббревиатуры в заголовке таблицы, чтобы прочесть их расшифровку Статистика приведена с сайта basketball.realgm.com |                        |                          |    |    |      |      |      |      |     |     |     |     |     |     |      |